# Jacob van Ruisdael
Jacob Isaackszoon van Ruisdael (Ruysdael) (født ca. 1628 i Haarlem, død 14. marts 1682 sammesteds) var en nederlandsk maler. Han var nevø af Salomon van Ruysdael.
Ruysdael signerede sine tidligere billeder som onklen, med "y", senere skriver han altid sit navn med "i". Som medlem af Sankt Lukasgildet i Haarlem, får hollandsk landskabsmalerkunst sin største mester. Så mange fortræffelige landskabsmalere, 17 århundredes Holland ejede, Ruysdael rager op over dem alle, som Rembrandt over alle dets udmærkede portrætmalere; Ruysdael er blandt dem digteren og tænkeren, som Goethe har kaldt ham. Det er da også særlig ved sin kunsts sjælfuldhed, ved dens gribende udtryk for en dybt bevæget stemning, en til tider næsten tragisk livsfølelse, at han står over sine mere jævne landsmænd. Fælles med dem har han den redelige og bramfri gengivelse af sit hjemlands fordringsløse og simple motiver, således i de talrige landskaber ude fra klitterne med de sandede vejes slyngede linjer mellem fattig forkrøblet buskads, således i malerierne med udsigt fra klitterne ved Overveen over enge og blegepladser ind til Haarlem. Endvidere i vinterbillederne og i strandbillederne og de egentlige marinebilleder. Men gennem denne jævne og stilfærdige gengivelse, der aldrig virker ved synderlig brillerende malerisk behandling eller ved særlig glimrende farveeffekt, Ruysdaels kraftige, dybe farver er tilmed ofte stærkt eftermørknede, lyser den fineste poetiske opfattelse, den inderligste og dybeste naturbetagelse. Den nordiske naturs tungsind har i ham sin første og største fortolker. Endnu stærkere, mere fortættet, virker dette tungsind i de billeder, hvor han søger sine motiver i skovenes ensomme dybder, eller i de kompositioner, han med årene digterisk friere skabte ud af sine rige naturindtryk. Herhen hører de talrige malerier med vandfald, som han malede under påvirkning af Allaert van Everdingen og for om muligt ved at imødekomme tidens smag for den art motiver at vinde lidt af dens gunst. Det var forgæves: disse mørke egeskovsbilleder eller vandfaldsmotiver med dystre granskove, forfaldne hytter og ruiner under en knugende tung skyhimmel vandt aldrig publikums yndest: Ruysdael, der 1659 var overflyttet til Amsterdam, endte sit liv fattig og syg i sin fødebys fattighus.

## Galleri
- Vej gennem en egeskov, Statens Museum for Kunst
- Amsterdam, ca. (1667)
- Udsigt over Haarlem, (1665)
- Møllen ved van Wijk bij Duurstede (1670)
- Landskab, Museu Calouste Gulbenkian